# Корнев, Владимир Иванович
Влади́мир Ива́нович Ко́рнев (род. 4 февраля 1931, Саратов, СССР) — советский и российский религиовед-буддолог, востоковед и переводчик. Кандидат филологических наук, доктор исторических наук, профессор. Один из авторов «Большой Российской энциклопедии» и словаря «Буддизм». 

## Биография
В 1954 году окончил Московский институт востоковедения
В 1960 году окончил аспирантуру Института народов Азии АН СССР.
В 1963 году защитил диссертацию на соискание учёной степени кандидата филологических наук по теме «Тайская сказка»
В 1954—1956 годах — переводчик с английского, турецкого, греческого языков.
С 1960 года — сотрудник Института востоковедения РАН (в 1964—1965 годах — переводчик на Шри-Ланке, в 1971—1973 годах — сотрудник посольства СССР в Таиланде).
В 1985 году защитил диссертацию на соискание учёной степени доктора исторических наук по теме «Буддизм тхеравады и его роль в общественной жизни стран Южной и Юго-Восточной Азии» (специальность 07.00.08 — история религий)

## Научные взгляды
Философский интерес представляет анализ религиозных терминов. Разрабатывал концепцию всеединства, которая должна быть, по замыслу автора, применима для анализа гуманитарного и общественного процессов.
Изучение буддизма и других восточных религий привело его к выводу, что религия является внеземным феноменом.
Предполагает, что Вселенная состоит как из косной (гравитационной), так и разумной (антигравитационной) материи. Разумная энергия в виде мыслей фокусируется мозгом, переносится на косную материю и становится информацией, к которой применимы физические законы, в частности, квантовых теорий. Это связано со свойствами и характеристиками различных информационных полей или систем, которые, искривляя реальность, образуют психо-социокультурные пространства с различными свойствами и характеристиками.

## Труды
- Литература Таиланда: краткий очерк. — М.: Наука, 1971. — 238 с.
- Тайский буддизм. — М.: Наука, 1973. — 168 с.
- Таиланд: студенты и политика. 70-е годы. — М.: Наука, ГРВЛ, 1981. — 224 с.
- Буддизм и его роль в общественной жизни стран Азии. — М.: Наука, 1983. — 248 с.
- Буддизм и общество в странах Южной и Юго-Восточной Азии. — М.: Наука, ГРВЛ, 1987. — 220 с.
- Буддизм — религия Востока. — М.: Знание, 1990. — 63 с.
- «Невидимые» парадоксы религии и культуры. — М.: Знание, 1991. — 64 с.
- Человек, общество, природа, НЛО. — М., 1991.
- Буддизм: Теоретический курс авторизованного изложения. — М.: МЭГУ, 1993. — 168 с.
- Конфуцианство и синтоизм. — М., 1993.
- Синтоизм и конфуцианство: Теоретический курс авторизованного изложения. — М.: Акад. изд-во МЭГУ, 1994. — 169 с.
- История мировых религий: истоки и природа духовности. — М.: ИВ РАН, 1999. — 246 с.
- Катехизис священных текстов Востока и прогнозы на XXI век. — М.: Логос, 2003. — 64 с.